# スウォープ (小惑星)
スウォープ (2168 Swope) は小惑星帯にある小惑星。インディアナ小惑星計画によってゲーテ・リンク天文台で発見された。
アメリカ合衆国の女性天文学者のヘンリエッタ・スウォープに因んで名付けられた。